# Zinho Vanheusden
Zinho Vanheusden (Hasselt, 29 luglio 1999) è un calciatore belga, difensore del Marbella FC.

## Caratteristiche tecniche
È un difensore centrale dotato di un fisico imponente e poderoso, abile nelle ripartenze e nei contrasti. Ha dichiarato di ispirarsi a Sergio Ramos.

## Carriera

### Club

#### Esordi e Inter
Dopo essere cresciuto nel settore giovanile dello Standard Liegi, nel 2015 passa all'Inter. Viene aggregato alla formazione Primavera della compagine milanese, con cui vince uno scudetto e una Coppa Italia, risultando tra i migliori per il suo rendimento, tant'è che nella stagione successiva entra a far parte in pianta stabile della rosa della prima squadra. Il 27 settembre 2017, nel corso di un incontro di Youth League dell'Inter Primavera contro i pari età della Dinamo Kiev, subisce la rottura del legamento crociato anteriore, infortunio che lo tiene lontano dai campi di gioco per diversi mesi.

#### Standard Liegi
Il 30 gennaio 2018, dopo aver prolungato il suo contratto con i nerazzurri fino al giugno 2022, viene girato in prestito fino al termine della stagione, con l'opzione per un ulteriore anno di prestito, allo Standard Liegi, facendo così ritorno nel club dove era cresciuto. Il 14 aprile compie il suo debutto tra i professionisti nel match di playoff contro il Gent. Nella stagione 2018-2019 si conquista il posto da titolare, realizzando il suo primo gol nel 3-1 contro l’Ostenda il 22 dicembre. Conclude l'annata con 30 presenze e 2 gol tra campionato ed Europa League. Il 28 giugno 2019 viene acquistato a titolo definitivo dallo Standard Liegi per 11,6 milioni di euro. Nella stagione 2019-2020 colleziona 28 presenze e 2 reti in tutte le competizioni. L'anno successivo viene nominato capitano del club, ma, a causa di un grave infortunio al ginocchio, mette assieme solo 17 presenze stagionali.

#### Ritorno all'Inter e prestiti vari
Il 13 luglio 2021 viene ufficializzato il suo ritorno all'Inter, che lo acquista a titolo definitivo. Il 20 luglio successivo passa in prestito al Genoa.. Esordisce in Serie A il 21 agosto proprio contro l'Inter allo stadio Giuseppe Meazza, nella partita persa dal Grifone per 4-0. In tutto mette insieme 16 presenze tra campionato e Coppa Italia.
Il 25 luglio 2022 viene ceduto in prestito con diritto di riscatto all'AZ Alkmaar  ma gioca solo 8 partite con gli olandesi.
L'8 luglio 2023 viene ufficializzato il suo ritorno allo Standard Liegi in prestito con diritto di riscatto. In tutto mette insieme 24 presenze prima di far ritorno all'Inter prendendo parte al ritiro estivo dei nerazzurri.
Il 25 luglio 2024 viene ceduto in prestito al Malines, ancora in Belgio.

#### Marbella FC
Il 7 agosto 2025, dopo aver risolto il contratto, viene ingaggiato dal Marbella FC, club militante nella terza divisione spagnola.

### Nazionale
Dopo aver fatto tutta la trafila nelle nazionali minori, il 5 settembre 2017 ha giocato una partita (contro i pari età della Turchia) nelle qualificazioni agli Europei Under-21.
Riceve la prima convocazione in nazionale maggiore il 30 settembre 2020, facendo l'esordio l'8 ottobre successivo, da titolare, nel corso dell'amichevole pareggiata con la Costa d'Avorio per 1-1.

## Statistiche

### Presenze e reti nei club
Statistiche aggiornate all'8 dicembre 2024.
| Stagione              | Squadra               | Campionato            | Campionato | Campionato | Coppe nazionali | Coppe nazionali | Coppe nazionali | Coppe continentali | Coppe continentali | Coppe continentali | Altre coppe | Altre coppe | Altre coppe | Totale | Totale | Totale |
| Stagione              | Squadra               | Comp                  | Pres       | Reti       | Comp            | Pres            | Reti            | Comp               | Pres               | Reti               | Comp        | Pres        | Reti        | Pres   | Reti   |        |
| --------------------- | --------------------- | --------------------- | ---------- | ---------- | --------------- | --------------- | --------------- | ------------------ | ------------------ | ------------------ | ----------- | ----------- | ----------- | ------ | ------ | ------ |
| gen.-giu. 2018        | Standard Liegi        | D1                    | 0+1        | 0          | CB              | 0               | 0               | -                  | -                  | -                  | -           | -           | -           | 1      | 0      |        |
| 2018-2019             | Standard Liegi        | D1                    | 21+5       | 1+1        | CB              | 0               | 0               | UEL                | 4                  | 0                  | -           | -           | -           | 30     | 2      |        |
| 2019-2020             | Standard Liegi        | D1                    | 20         | 1          | CB              | 3               | 0               | UEL                | 5                  | 1                  | -           | -           | -           | 28     | 2      |        |
| 2020-2021             | Standard Liegi        | D1                    | 8+4        | 0          | CB              | 0               | 0               | UEL                | 5                  | 0                  | -           | -           | -           | 17     | 0      |        |
| 2021-2022             | Genoa                 | A                     | 14         | 0          | CI              | 2               | 0               | -                  | -                  | -                  | -           | -           | -           | 16     | 0      |        |
| 2022-2023             | AZ Alkmaar            | ED                    | 7          | 0          | CO              | 0               | 0               | UECL               | 1                  | 0                  | -           | -           | -           | 8      | 0      |        |
| 2023-2024             | Standard Liegi        | D1                    | 21+1       | 0          | CB              | 2               | 0               | -                  | 0                  | 0                  | -           | -           | -           | 24     | 0      |        |
| Totale Standard Liegi | Totale Standard Liegi | Totale Standard Liegi | 70+11      | 2+1        |                 | 5               | 0               |                    | 14                 | 1                  |             | -           | -           | 100    | 4      |        |
| 2024-2025             | Malines               | D1                    | 2          | 0          | CB              | 1               | 0               | -                  | -                  | -                  | -           | -           | -           | 3      | 0      |        |
| Totale carriera       | Totale carriera       | Totale carriera       | 104        | 3          |                 | 8               | 0               |                    | 15                 | 1                  |             | -           | -           | 127    | 4      |        |

### Cronologia presenze e reti in nazionale
| Cronologia completa delle presenze e delle reti in nazionale ― Belgio | Cronologia completa delle presenze e delle reti in nazionale ― Belgio | Cronologia completa delle presenze e delle reti in nazionale ― Belgio | Cronologia completa delle presenze e delle reti in nazionale ― Belgio | Cronologia completa delle presenze e delle reti in nazionale ― Belgio | Cronologia completa delle presenze e delle reti in nazionale ― Belgio | Cronologia completa delle presenze e delle reti in nazionale ― Belgio | Cronologia completa delle presenze e delle reti in nazionale ― Belgio |
| Data                                                                  | Città                                                                 | In casa                                                               | Risultato                                                             | Ospiti                                                                | Competizione                                                          | Reti                                                                  | Note                                                                  |
| --------------------------------------------------------------------- | --------------------------------------------------------------------- | --------------------------------------------------------------------- | --------------------------------------------------------------------- | --------------------------------------------------------------------- | --------------------------------------------------------------------- | --------------------------------------------------------------------- | --------------------------------------------------------------------- |
| 8-10-2020                                                             | Bruxelles                                                             | Belgio                                                                | 1 – 1                                                                 | Costa d'Avorio                                                        | Amichevole                                                            | -                                                                     | 68’                                                                   |
| Totale                                                                |                                                                       | Presenze                                                              | 1                                                                     |                                                                       | Reti                                                                  | 0                                                                     |                                                                       |

| Cronologia completa delle presenze e delle reti in nazionale ― Belgio under 21 | Cronologia completa delle presenze e delle reti in nazionale ― Belgio under 21 | Cronologia completa delle presenze e delle reti in nazionale ― Belgio under 21 | Cronologia completa delle presenze e delle reti in nazionale ― Belgio under 21 | Cronologia completa delle presenze e delle reti in nazionale ― Belgio under 21 | Cronologia completa delle presenze e delle reti in nazionale ― Belgio under 21 | Cronologia completa delle presenze e delle reti in nazionale ― Belgio under 21 | Cronologia completa delle presenze e delle reti in nazionale ― Belgio under 21 |
| Data                                                                           | Città                                                                          | In casa                                                                        | Risultato                                                                      | Ospiti                                                                         | Competizione                                                                   | Reti                                                                           | Note                                                                           |
| ------------------------------------------------------------------------------ | ------------------------------------------------------------------------------ | ------------------------------------------------------------------------------ | ------------------------------------------------------------------------------ | ------------------------------------------------------------------------------ | ------------------------------------------------------------------------------ | ------------------------------------------------------------------------------ | ------------------------------------------------------------------------------ |
| 5-9-2017                                                                       | Oud-Heverlee                                                                   | Belgio under 21                                                                | 0 – 0                                                                          | Turchia under 21                                                               | Qual. Europeo Under-21 2019                                                    | -                                                                              |                                                                                |
| 7-9-2018                                                                       | Ta' Qali                                                                       | Malta under 21                                                                 | 0 – 4                                                                          | Belgio under 21                                                                | Qual. Europeo Under-21 2019                                                    | -                                                                              |                                                                                |
| 11-9-2018                                                                      | Budapest                                                                       | Ungheria under 21                                                              | 0 – 3                                                                          | Belgio under 21                                                                | Qual. Europeo Under-21 2019                                                    | -                                                                              |                                                                                |
| 11-10-2018                                                                     | Udine                                                                          | Italia under 21                                                                | 0 – 1                                                                          | Belgio under 21                                                                | Amichevole                                                                     | -                                                                              | 46’                                                                            |
| 16-10-2018                                                                     | Kalmar                                                                         | Svezia under 21                                                                | 0 – 3                                                                          | Belgio under 21                                                                | Qual. Europeo Under-21 2019                                                    | -                                                                              | 64’                                                                            |
| 15-11-2018                                                                     | Cluj-Napoca                                                                    | Romania under 21                                                               | 3 – 3                                                                          | Belgio under 21                                                                | Amichevole                                                                     | -                                                                              | 46’                                                                            |
| 20-3-2019                                                                      | Slagelse                                                                       | Danimarca under 21                                                             | 3 – 2                                                                          | Belgio under 21                                                                | Amichevole                                                                     | -                                                                              | 33’ 46’                                                                        |
| 15-10-2019                                                                     | Oud-Heverlee                                                                   | Belgio under 21                                                                | 4 – 1                                                                          | Moldavia under 21                                                              | Qual. Europeo Under-21 2021                                                    | 1                                                                              |                                                                                |
| 17-11-2019                                                                     | Friburgo in Brisgovia                                                          | Germania under 21                                                              | 2 – 3                                                                          | Belgio under 21                                                                | Qual. Europeo Under-21 2021                                                    | 1                                                                              | Cap.                                                                           |
| 8-9-2020                                                                       | Oud-Heverlee                                                                   | Belgio under 21                                                                | 4 – 1                                                                          | Germania under 21                                                              | Qual. Europeo Under-21 2021                                                    | -                                                                              | 66’ 82’                                                                        |
| 13-10-2020                                                                     | Tiraspol                                                                       | Moldavia under 21                                                              | 1 – 0                                                                          | Belgio under 21                                                                | Qual. Europeo Under-21 2021                                                    | -                                                                              | 46’                                                                            |
| Totale                                                                         |                                                                                | Presenze                                                                       | 11                                                                             |                                                                                | Reti                                                                           | 2                                                                              |                                                                                |

## Palmarès

### Club

#### Competizioni giovanili
- Campionato Primavera: 1

Inter: 2016-2017
- Coppa Italia Primavera: 1

Inter: 2015-2016

#### Competizioni nazionali
- Coppa del Belgio: 1

Standard Liegi: 2017-2018